# Brillevast
Brillevast é uma comuna francesa na região administrativa da Normandia, no departamento Mancha. Estende-se por uma área de 9,06 km². Em 2010 a comuna tinha 328 habitantes (densidade: 36,2 hab./km²).